# David Oyelowo
David Oyelowo, nome completo David Oyetokunbo Oyelowo (Oxford, 1º aprile 1976), è un attore e produttore cinematografico britannico di origini nigeriane, con cittadinanza statunitense.

## Biografia
Oyelowo è nato il 1º aprile 1976 a Oxford, Oxfordshire, Inghilterra, da genitori nigeriani. Suo padre, Stephen, è originario dello stato di Oyo, nel sud-ovest della Nigeria, e sua madre è Igbo, anche lei del sud-est della Nigeria. Ha ricevuto un'educazione battista. Oyelowo è cresciuto in una tenuta a Tooting Bec, a sud di Londra, fino all'età di sei anni, quando la sua famiglia si trasferì a Lagos, in Nigeria, dove suo padre lavorava per la compagnia aerea nazionale e sua madre lavorava per una compagnia ferroviaria. Oyelowo è cresciuto nell'idolatria degli attori Sidney Poitier e Denzel Washington. Ha frequentato il Lagos State Model College. La sua famiglia ritornò a Londra quando Oyelowo aveva 14 anni, stabilendosi a Islington. Si è formato al City and Islington College ed alla London Academy of Music and Dramatic Art (LAMDA). Nel 2011 interpreta il cinico dottor Steven Jacobs, antagonista principale del film L'alba del pianeta delle scimmie di Rupert Wyatt.

## Filmografia

### Attore

#### Cinema
- Dog Eat Dog, regia di Moody Shoaibi (2001)
- Tomorrow La Scala!, regia di Francesca Joseph (2002)
- Il risveglio del tuono (A Sound of Thunder), regia di Peter Hyams (2005)
- Non dire sì - L'amore sta per sorprenderti (The Best Man), regia di Stefan Schwartz (2005)
- Derailed - Attrazione letale (Derailed), regia di Mikael Håfström (2005)
- American Blend, regia di Varun Khanna (2006)
- Shoot the Messenger, regia di Ngozi Onwurah (2006)
- L'ultimo re di Scozia (The Last King of Scotland), regia di Kevin Macdonald (2006)
- As You Like It - Come vi piace, regia di Kenneth Branagh (2006)
- Who Do You Love, regia di Jerry Zaks (2008)
- Rage, regia di Sally Potter (2009)
- The Help, regia di Tate Taylor (2011)
- L'alba del pianeta delle scimmie (Rise of the Planet of the Apes), regia di Rupert Wyatt (2011)
- Red Tails, regia di Anthony Hemingway (2012)
- The Paperboy, regia di Lee Daniels (2012)
- Lincoln, regia di Steven Spielberg (2012)
- Jack Reacher - La prova decisiva (Jack Reacher), regia di Christopher McQuarrie (2012)
- The Butler - Un maggiordomo alla Casa Bianca (The Butler), regia di Lee Daniels (2013)
- Interstellar, regia di Christopher Nolan (2014)
- 1981: Indagine a New York (A Most Violent Year), regia di J. C. Chandor (2014)
- Selma - La strada per la libertà (Selma), regia di Ava DuVernay (2014)
- Default, regia di Simon Brand (2014)
- Nightingale, regia di Elliott Lester (2014)
- Captive, regia di Jerry Jameson (2015)
- Five Nights in Maine, regia di Maris Curran (2015)
- Nina, regia di Cynthia Mort (2016)
- Queen of Katwe, regia di Mira Nair (2016)
- A United Kingdom - L'amore che ha cambiato la storia (A United Kingdom), regia di Amma Asante (2016)
- The Cloverfield Paradox, regia di Julius Onah (2018)
- Nelle pieghe del tempo (A Wrinkle in Time), regia di Ava DuVernay (2018)
- Truffatori in erba (Gringo), regia di Nash Edgerton (2018)
- Alice e Peter (Come Away), regia di Brenda Chapman (2020)
- The Midnight Sky, regia di George Clooney (2020)
- The Water Man, regia di David Oyelowo (2020)
- Peter Rabbit 2 - Un birbante in fuga (Peter Rabbit 2: The Runaway), regia di Will Gluck (2021)
- Chaos Walking, regia di Doug Liman (2021)
- Omicidio nel West End (See How They Run), regia di Tom George (2022)
- The Book of Clarence, regia di Jeymes Samuel (2023)
- Gioco di ruolo (Role Play), regia di Thomas Vincent (2024)

#### Televisione
- Spooks – serie TV, 26 episodi (2002-2004)
- Five Days – serie TV, 4 episodi (2007)
- A Raisin in the Sun - Un grappolo di sole – film TV, regia di Kenny Leon (2008)
- The No. 1 Ladies' Detective Agency – serie TV, 1 episodio (2008)
- The Good Wife – serie TV, 1 episodio (2011)
- Star Wars Rebels - serie TV, (2014-2018) - voce
- The Lion Guard - serie TV, 1 episodio (2017) - voce
- I miserabili (Les Misérables) – miniserie TV, 6 puntate (2018-2019)
- Lawmen - La storia di Bass Reeves (Lawmen: Bass Reeves), regia di Christina Alexandra Voros e Damian Marcano – miniserie TV, 8 puntate (2023)

### Produttore
- Nightingale, regia di Elliott Lester (2014)
- Captive, regia di Jerry Jameson (2015)
- Five Nights in Maine, regia di Maris Curran (2015)
- Nina, regia di Cynthia Mort (2016)
- A United Kingdom - L'amore che ha cambiato la storia (A United Kingdom), regia di Amma Asante (2016)
- Alice e Peter (Come Away), regia di Brenda Chapman (2020)
- The Water Man, regia di David Oyelowo (2020)
- Lawmen - La storia di Bass Reeves (Lawmen: Bass Reeves), regia di Christina Alexandra Voros e Damian Marcano – miniserie TV, 8 puntate (2023)

### Regista
- The Water Man (2020)

## Riconoscimenti
- Golden Globe[8]
  - 2015 – Candidatura al miglior attore in un film drammatico per Selma - La strada per la libertà
  - 2016 – Candidatura al miglior attore in una miniserie o film per la televisione per Nightingale
  - 2024 – Candidatura al miglior attore in una miniserie o film per la televisione per Lawmen - La storia di Bass Reeves
- Critic's Choice Awards
  - 2015 – Candidatura al miglior attore per Selma - La strada per la libertà[9]
  - 2015 – Miglior attore in una miniserie o film per la televisione per Nightingale
  - 2024 – Candidatura al miglior attore in una miniserie o film per la televisione per Lawmen - La storia di Bass Reeves[10]
- Premio Emmy[11]
  - 2015 – Candidatura al miglior attore in una miniserie o film per la televisione per Nightingale
  - 2015 – Candidatura al miglior film televisivo per Nightingale
- MTV Movie Awards[12][13]
  - 2015 – Candidatura per la miglior performance rivelazione per Selma - La strada per la libertà
- NAACP Image Awards
  - 2013 – Candidatura al miglior attore non protagonista cinematografico per Middle of Nowhere[14]
  - 2014 – Miglior attore non protagonista cinematografico per The Butler - Un maggiordomo alla Casa Bianca[15]
  - 2015 – Candidatura al miglior attore cinematografico per Selma - La strada per la libertà[16]
  - 2016 – Candidatura al miglior attore in un film televisivo, una miniserie o drammatico speciale per Nightingale[17]
  - 2017 – Candidatura al miglior attore non protagonista cinematografico per La regina bambina[18]
  - 2018 – Candidatura al miglior doppiaggio televisivo per The Lion Guard[19]
- Satellite Awards
  - 2007 – Miglior attore in una miniserie o film per la televisione per Five Days
  - 2015 – Candidatura al miglior attore in un film drammatico per Selma
  - 2016 – Candidatura al miglior attore in una miniserie o film per la televisione per Nightingale
- Screen Actors Guild Awards
  - 2014 – Candidatura al miglior cast cinematografico per The Butler - Un maggiordomo alla Casa Bianca[20]
  - 2024 – Candidatura al miglior attore in una miniserie o film per la televisione per Lawmen - La storia di Bass Reeves

## Doppiatori italiani
- Fabrizio Vidale in Spooks, The Help, L'alba del pianeta delle scimmie, Red Tails, Jack Reacher - La prova decisiva, Queen of Katwe, I miserabili, The Water Man, Omicidio nel West End, Lawmen - La storia di Bass Reeves
- Simone D'Andrea in A United Kingdom - L'amore che ha cambiato la storia, Alice e Peter, Chaos Walking, Don't Let Go
- Roberto Draghetti in L'ultimo re di Scozia, Five Days, Interstellar
- Andrea Lavagnino in The Paperboy, The Midnight Sky
- Simone Mori in The Good Wife, Selma - La strada per la libertà
- Francesco Bulckaen in As You Like It - Come vi piace
- Francesco Venditti in Lincoln
- Simone Crisari in The Butler - Un maggiordomo alla Casa Bianca
- Pino Insegno in 1981: Indagine a New York
- Alessio Cigliano in Nightingale
- Alessandro D'Errico in The Cloverfield Paradox
- Luca Ward in Nelle pieghe del tempo
- Luca Ghignone in Truffatori in erba
- Marco Vivio in Peter Rabbit 2 - Un birbante in fuga
- Riccardo Scarafoni in Il vangelo secondo Clarence
- Gianfranco Miranda in Gioco di ruolo

Come doppiatore, Oyelowo è sostituito da:
- Gerolamo Alchieri in The Lion Guard: Il ritorno di Scar, The Lion Guard
- Mario Bombardieri in Star Wars Rebels